# Novomîrivka, Makariv
Novomîrivka (în ucraineană Новомирівка) este un sat în comuna Korolivka din raionul Makariv, regiunea Kiev, Ucraina.

## Demografie
Componența lingvistică a localității Novomîrivka
     Ucraineană (93,02%)
     Rusă (6,98%)
Conform recensământului din 2001, majoritatea populației localității Novomîrivka era vorbitoare de ucraineană (93,02%), existând în minoritate și vorbitori de rusă (6,98%).